# Polohî-Eanenkî, Pereiaslav-Hmelnițki
Polohî-Eanenkî (în ucraineană Пологи-Яненки) este o comună în raionul Pereiaslav-Hmelnițki, regiunea Kiev, Ucraina, formată numai din satul de reședință.

## Demografie
Componența lingvistică a comunei Polohî-Eanenkî
     Ucraineană (99,56%)
     Alte limbi (0,44%)
Conform recensământului din 2001, majoritatea populației comunei Polohî-Eanenkî era vorbitoare de ucraineană (99,56%), existând în minoritate și vorbitori de alte limbi.